# NGC 5921
 NGC 5921  هي مجرة حلزونية تقع في كوكبة الحية (كوكبة). في فبراير 2001 تم اكتشاف مستعر أعظم من النوع الثاني.

## وصلات خارجية
- NGC 5921 على موقع ويكي سكاي: DSS2, SDSS, GALEX, IRAS, Hydrogen α, X-Ray, Astrophoto, Sky Map, Articles and images